# Голланд (Техас)
Голланд (англ. Holland) — місто (англ. town) в США, в окрузі Белл штату Техас. Населення — 1075 осіб (2020).

## Географія
Голланд розташований за координатами 30°53′19″ пн. ш. 97°24′4″ зх. д. / 30.88861° пн. ш. 97.40111° зх. д. (30.888574, -97.401205).  За даними Бюро перепису населення США в 2010 році місто мало площу 4,61 км², з яких 4,56 км² — суходіл та 0,05 км² — водойми. В 2017 році площа становила 4,30 км², з яких 4,25 км² — суходіл та 0,05 км² — водойми.

## Демографія
Згідно з переписом 2010 року, у місті мешкала 1121 особа в 406 домогосподарствах у складі 280 родин. Густота населення становила 243 особи/км².  Було 463 помешкання (100/км²).
Расовий склад населення:
| - 77,0 % — білих - 3,7 % — чорних або афроамериканців - 0,4 % — азіатів - 0,1 % — корінних американців - 13,6 % — осіб інших рас |

До двох чи більше рас належало 5,1 %. Частка іспаномовних становила 27,3 % від усіх жителів.
За віковим діапазоном населення розподілялося таким чином: 31,8 % — особи молодші 18 років, 56,3 % — особи у віці 18—64 років, 11,9 % — особи у віці 65 років та старші. Медіана віку мешканця становила 34,9 року. На 100 осіб жіночої статі у місті припадало 98,8 чоловіків;  на 100 жінок у віці від 18 років та старших — 94,9 чоловіків також старших 18 років.
Середній дохід на одне домашнє господарство  становив 49 239 доларів США (медіана — 33 214), а середній дохід на одну сім'ю — 58 517 доларів (медіана — 51 528). За межею бідності перебувало 26,4 % осіб, у тому числі 36,9 % дітей у віці до 18 років та 13,0 % осіб у віці 65 років та старших.
Цивільне працевлаштоване населення становило 443 особи. Основні галузі зайнятості: виробництво — 21,0 %, освіта, охорона здоров'я та соціальна допомога — 20,5 %, роздрібна торгівля — 12,9 %, публічна адміністрація — 7,9 %.